# Província de Txerkassi

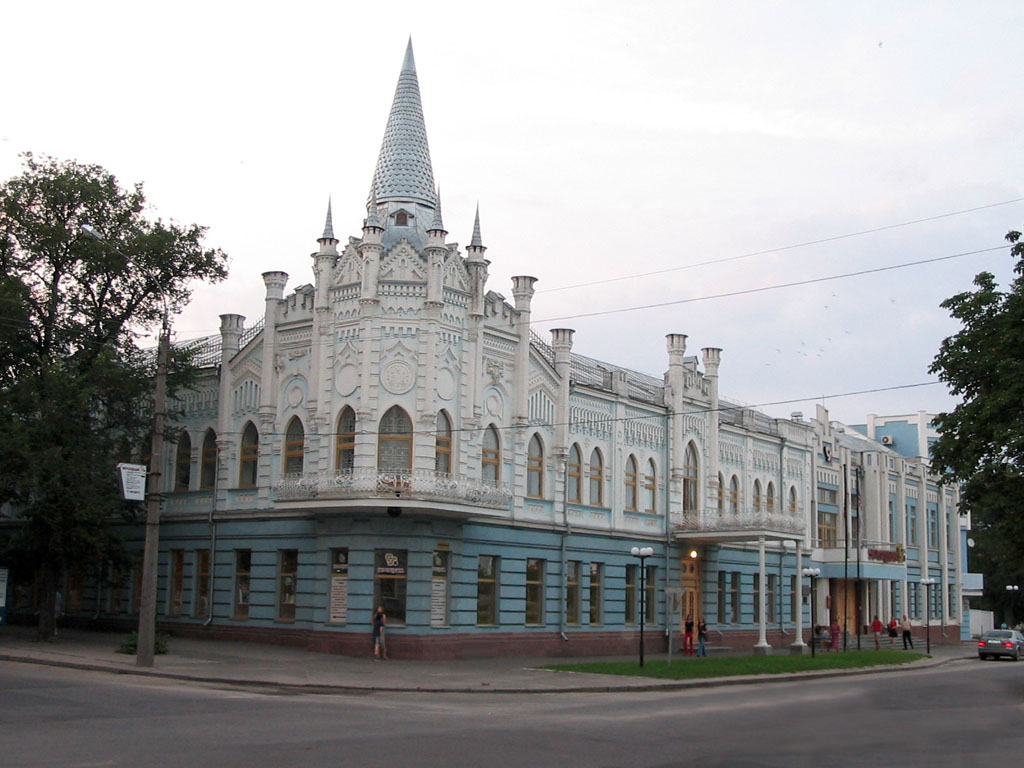
Antic Hotel Slovianskyi, ara un banc, a Txerkassi. Edifici modernista (principis de s. XX).

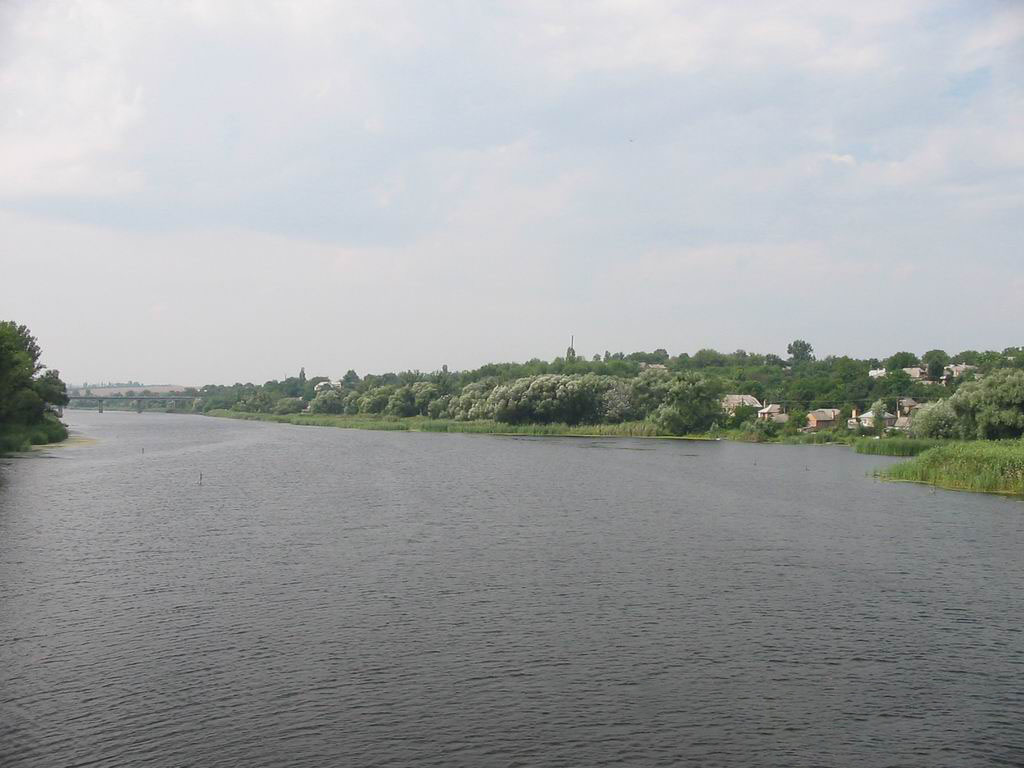
El riu Ros' prop de Kórsuni-Xevtxénkivski.

La província de Txerkassi (ucraïnès: Черкаська Oбласть, transcrit: Txerkaska óblast; transcrit indicant els signes suaus o febles: Txerkas’ka óblast’; transliterat: čerkas’ka oblast’; nom informal: Черкaщина, transcrit: Txerkàsxina o Txerkàixtxina, transliterat, transliteració científica: čerkaščyna) és una óblast (província) d'Ucraïna central a les vores del Dniéper. La capital és Txerkassi (Черкаси).
Limita amb l'óblast de Kíiv al nord, amb la de Poltava a l'est, amb la de Kirovohrad al sud, i amb la de Vínnitsia a l'oest. Forma part de les regions històriques del Hetmanat Cosac o Sitx de Zaporíjia (ucraïnès: Гетьма́нщина, Hetmànsxyna, Ві́йсько Запоро́зьке, Viisko Zaporozke), i de la Podnipròvia Central (Середнє Подніпров'я, "costers" o "terres del Dniéper central"), també conegut com a Prydnipròvia (Придніпров'я, "prop del Dniéper"), una part de la qual era el Naddnipriànsxyna (Наддніпрянщина, "terres altes del Dniéper" o "turons del Dniéper").

## Geografia física

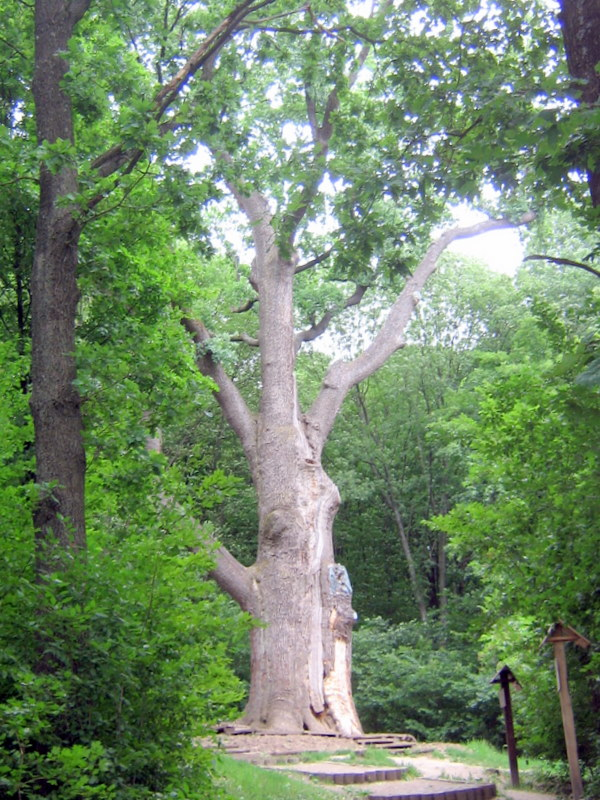
El Roure de Maksym Zalizniak, de 1100 anys, al llogarret de Buda (Буда). És el patriarca dels boscs d'Ucraïna i una de les "meravelles naturals d'Ucraïna".

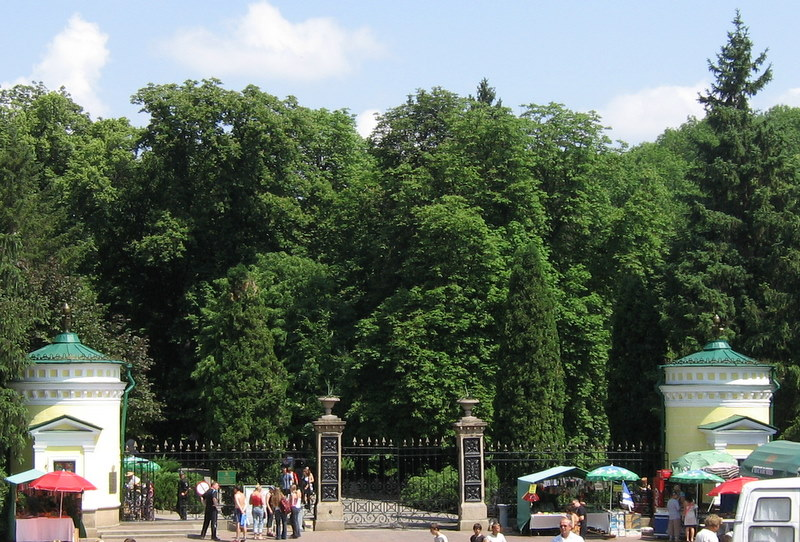
Entrada principal al parc dendrològic nacional de Sofíivka.

El centre geogràfic o punt central d'Ucraïna es troba a l'óblast de Txerkassy, prop del poble de Mariànivka (Мар'янівка) i no gaire lluny de la ciutat de Xpola.

### Relleu
El territori de la regió de Txerkassi és generalment pla i se sol dividir en dues parts - el marge dret i el marge esquerre. La majoria del marge dret forma part de les Terres altes del Dniéper (Придніпровська височина, Prydniprovska vyssotxynà). El punt més alt, de només 275 m, es troba prop de Monastyrysxe. En algunes zones hi ha turons, tallats per rius, congosts i barrancs. A la mateixa riba dreta del Dniéper es troben les pantanoses Terres baixes de l'Irdyny-Tiasmynska (Ірдино-Тясминська низовина). Al llarg de la vall del Dniéper s'estenen per 70 quilòmetres els turons o serralada de Kàniv-Moixnohora (Канівсько-Мошногірський кряж, Kànivsko-Moixnohirskyi kriaj). El relleu abrupte li confereix un caràcter muntanyós a l'àrea, que també anomenen les Muntanyes de Kàniv i Muntanyes de Moixný (Канівський гори і Мошногори, Kànivskyi hory i Moixnohory). Aquests últims també s'anomenen Serralada de Moixnohora (Мошногі́рський кряж, Moixnohirskyi kriaj), prop del poble de Мошни́, Moixný.
El territori del marge esquerre consisteix en terres baixes, sovint terrenys pantanosos, que formen part de la Terra baixa del Dniéper (Придніпровська низовина, Prydniprovska nyzovynà).

### Hidrografia
L'óblast és irrigada per 1.037 rius que pertanyen a les conques del Dniéper (Дніпро́) i del Buh Meridional (Півде́нний Буг, Pivdennyi Buh), i té nombrosos llacs i embassaments.
El riu major de l'óblast és el Dniéper (Дніпро́) mateix, que el travessa de nord a sud. A l'altura de Kàniv hi ha una presa que forma un dels embassaments majors del Dniéper (part de la dita "cascada del Dniéper"). Riu avall de Kàniv, ja comença l'embassament de Krementxuk.
- Els afluents del marge dret del Dniéper són: el Ros' (Рось, 346 km, 101 a l'óblast), el Villxanka (Вільшанка) i el Tiàsmyn (Тя́смин, 161 km, 133 dels quals a l'óblast)
- Els afluents del marge esquerre del Dniéper són: el Supíi (Супі́й) i el Sulà (Сула́).
- Formen part de la conca del Buh Meridional els rius Hirskýi Tíkytx (Гірськи́й Ті́кич, "Tíkytx de muntanya", abans del s.XX: Вгорський o Угорський Тiкич, Vhorskyi o Uhorskyi Tíkytx, 161 км), Hnylyi Tíkytx (Гнили́й Ті́кич, "Tíkytx podrit") i Iatrany o Iàtrany (Я́тра́нь).

### Ecoregions, Flora i Fauna
L'óblast de Txerkassi cau dins de la gran àrea d'estepa i estepa boscosa d'Ucraïna, que al seu torn forma part de la gran àrea de l'Estepa Pòntica. A la part de l'óblast que cau a la riba dreta (del Dniéper), el tipus de sòl predominant és el txornozem (чорнозем) o la terra negra, i als llocs més elevats, terra grisa (сірозем, sirozem) i grisa clara.

### Parcs i espais naturals
- Parc nacional de Biloózero (Білоозерський національний природний парк, Biloozerskyi natsionalnyi pryrodnyi park), declarat el 2009, aquest parc natural compartit amb l'óblast de Kíiv comprèn 7.014 hectàrees de terreny a la riba esquerra del Dniéper.
- Parc nacional del tram baix del Sulà (Нижньосульський національний природний парк, Nyjnyosullskyi natsionalnyi pryrodnyi park), aquest parc compartit amb l'óblast de Poltava fou declarat el 2009. Comprèn el tram baix del riu Sulà abans de la seva desembocadura al Dniéper i té una extensió de 18.635 hectàrees.
- Reserva natural de Kàniv (Канівський природний заповідник, Kànivskyi pryrodnyi zapovidnyk), a la riba dreta del Dniéper, just per sota de l'embassament de Kàniv, en una àrea on el riu es manté relativament estret i on hi ha un elevat nombre d'illes. També comprèn una àrea terra endins.
- Parc dendrològic de Sofíivka (дендрологічний парк «Софіївка», dendrolohitxnyi park "Sofíïvka") - junt amb el parc a Bila Tserkva (óblast de Kíiv), és el parc dendrològic més conegut de tot el país.
- Parc regional paisatgístic de Trakhtemýriv (регіональний ландшафтний парк «Трахтеми́рів», rehionallnyi landxaftnyi park "Trakhtemýriv"), compartit amb l'óblast de Kíiv, és conformat per zones d'estepa i zones de bosc latifoli (arbres de fulla ampla).
- Reserva ornitològica de Lypivskyi (Липівський орнітологічний заказник, Lypivksyi ornitolohitxnyi zakàznyk o zakaznyk), declarat el 1974, és una àrea d'aiguamolls a la riba esquerra del Dniéper, a l'embassament de Krementxuk, ara possiblement incorporat al Parc nacional de Biloózero.
- Reserva botànica de les illes dels ocells (ботанічний заказник «Пташині острови», botanitxnyi zakàznyk "Ptaixyni ostrový")
- Arbres monumentals: Entre altres arbres monumentals a aquesta óblast, hi ha el roure de Maksym Zalizniak (Дуб Максима Залізняка, Dub Maksyma Zalizniaka). Amb 1.100 anys, és considerat el veterà o a vegades dit el "patriarca" dels boscos d'Ucraïna i una de les meravelles naturals del país. Té un perímetre a la base de 8,90 metres i una altura de 24 metres. Es troba al llogarret de Buda (Буда) i al bosc de Kholodnyi Iar (Холо́дний Яр), i sota les seves branques hi han descansat tota una sèrie d'herois d'Ucraïna, lluitadors per la llibertat del seu país, des del mateix Maksym Zalizniak (Максим Залізняк) que li dona el nom fins al Bohdan Khmelnitski, entre molts d'altres.[2] Vegeu també la pàgina Ecoethics Arxivat 2011-12-29 a Wayback Machine., on hi ha imatges d'aquest i altres arbres monumentals de l'óblast de Txerkassy. (en rus).

## Política i govern

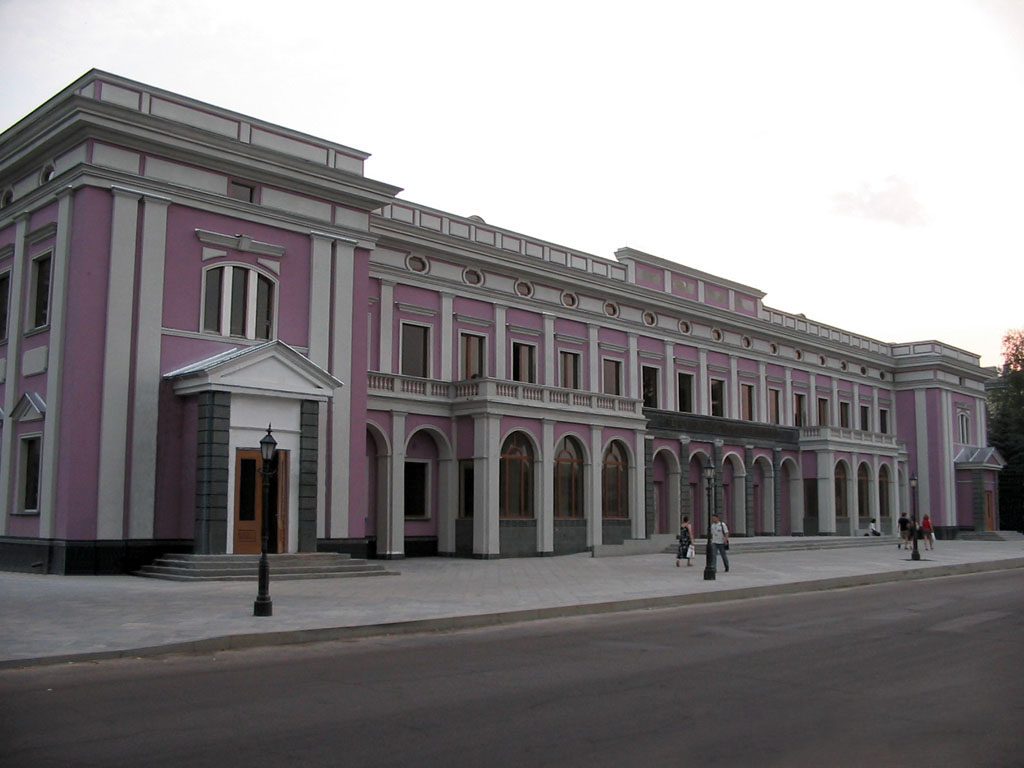
La filharmònica de Txerkassi.

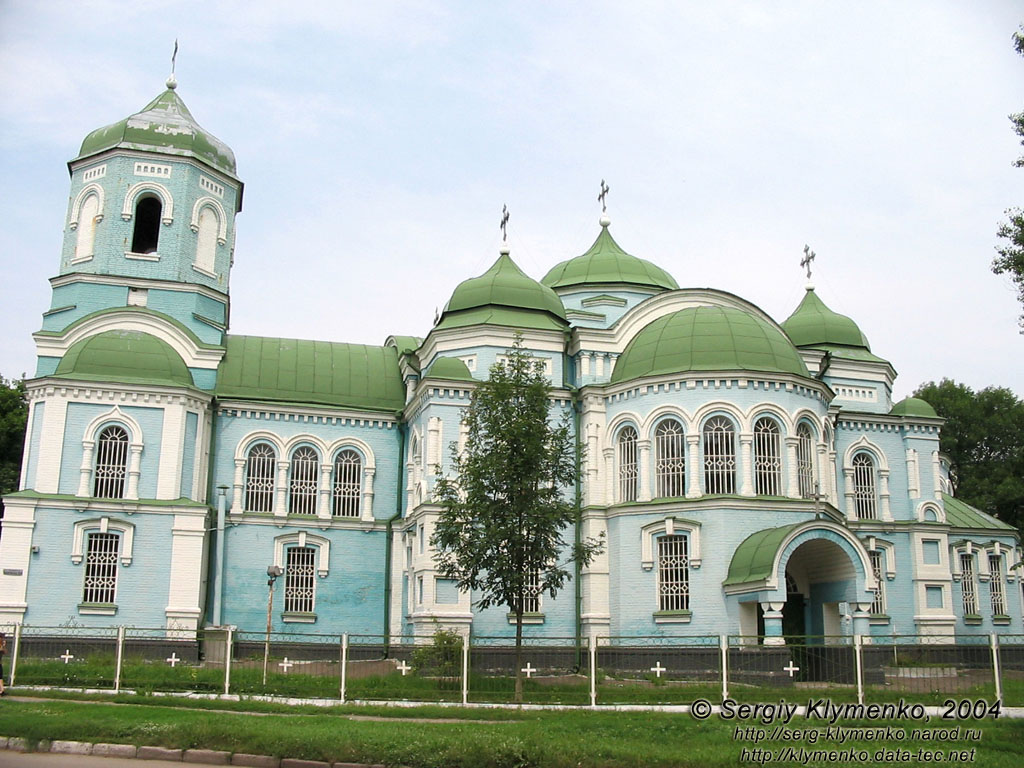
Catedral a Zolotonoixa.

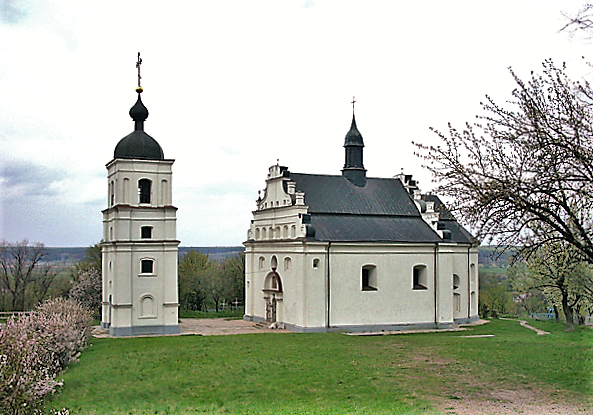
Església en estil barroc ucraïnès al poble de Súbotiv (Су́ботів), prop de Txyhyryn.

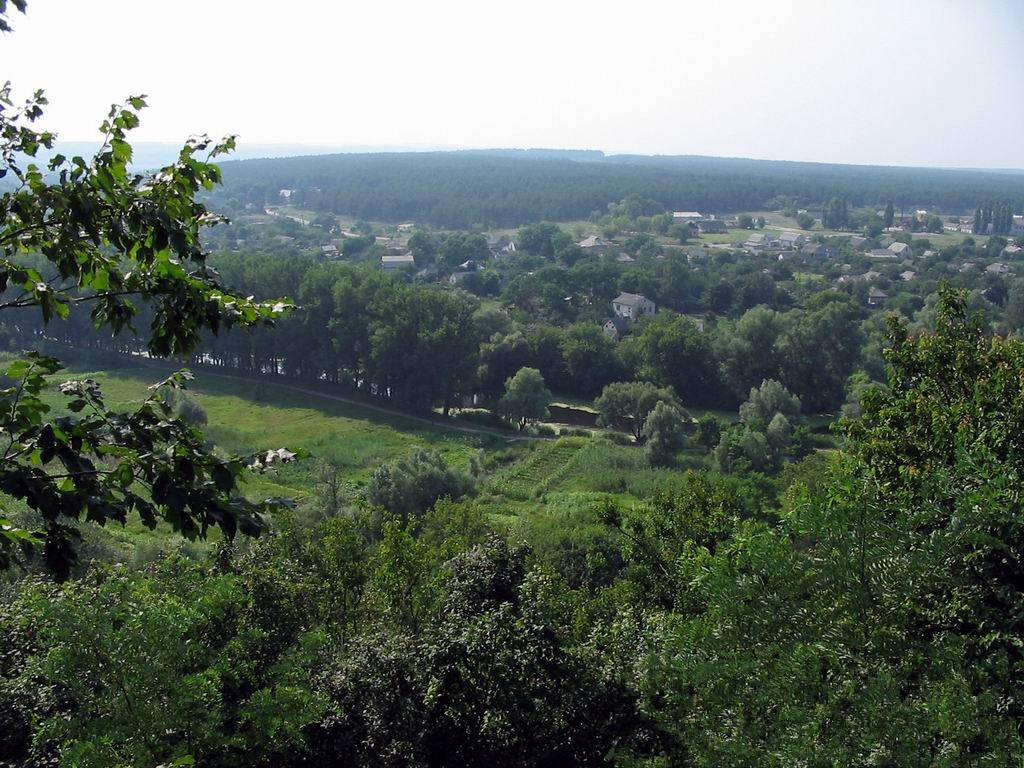
Vista de la ciutat de Txyhyryn des del turó del castell.

### Divisions administratives
L'óblast de Txerkassi era dividit en 20 raions (sing. район, raion, pl. райо́ни, raion•y, abans de la reforma territorial de 2020, subdivisió administrativa similar a les nostres comarques) i 6 ciutats que no depèn d'un raion sinó directament de l'óblast. Aquestes últimes són les de Batútine (Вату́тіне), Kàniv (Ка́нів), Smila (Смі́ла), Úmany (У́мань), Zolotonoixa (Золотоно́ша) i la ciutat capital de l'óblast, Txerkassyi ((Черка́си).
Avui en dia hi ha quatre raions : Uman, Xolotonoixa, Txerkassy i Zvenyhorodka.
L'óblast té un total de:
- 16 ciutats (sing: мі́сто, misto, plural: мі́ста, mista), 10 de les quals depenen d'un raion;
- 15 viles o "assentaments de tipus urbà" o SMTs (un смт, smt, се́лище місько́го ти́пу, sélysxe miskoho typu, és un municipi amb estatus de vila, és a dir, entre un poble i una ciutat);
- 723 pobles (село́, seló); i...
- 101 llogarrets (се́лище, sélysxe, tot sol).

### Principals viles i ciutats
Ciutats:
- Vatútine (Вату́тіне)
- Horodyxtxe (Городи́ще)
- Jàixkiv (Жа́шків)
- Kàmianka (Ка́м'янка)
- Kàniv (Ка́нів)
- Khrystýnivka (Христи́нівка)
- Kórsun-Xevtxénkivskyi (Ко́рсунь-Шевче́нківський)
- Monastyryxtxe (Монастири́ще)
- Smila (Смі́ла)
- Tallné (Тальне́)
- Txerkassi (Черка́си)
- Txihirín (Чигири́н)
- Uman (У́мань)
- Xpola (Шпо́ла)
- Zolotonoixa (Золотоно́ша)
- Zvenyhorodka (Звенигоро́дка)

Viles ("assentaments de tipus urbà": се́лище місько́го ти́пу, sélysxe miskoho typu, o смт, SMT):
- Babanka (Баба́нка)
- Buký (Буки́)
- Dràbiv (Дра́бів)
- Ierky (Є́рки)
- Irdyny (Ірди́нь)
- Katerynópill (Катерино́піль)
- Lyssianka (Лися́нка)
- Manykivka (Манькі́вка)
- Stebliv (Стеблі́в)
- Tsvitkove (Цвітко́ве)
- Tsybuliv (Цибулі́в)
- Txornobai (Чорноба́й)
- Verkhniatxka (Верхня́чка)
- Villxana (Вільша́на)
- Xràmkivka (Шра́мківка)

## Cultura

### Llocs i dades d'interès

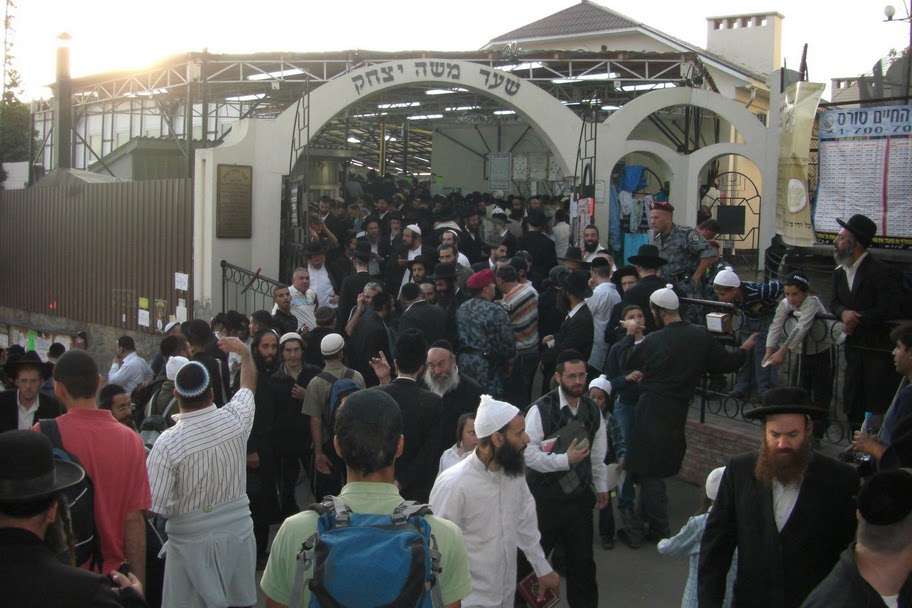
Pelegrins a l'entrada del recinte on es troba la tomba de Nakhman de Bràtslav.

- poble de Xevtxénkove, abans Kyrylivka (Шевченкове, fins a principis de s. ХІХ: Керелівка, Kerelivka, fins al 1929: Кирилівка, Kyrylivka, al raion de Zvenyhorod) — poble on hi va passar una part de la seva joventut el gran poeta ucraïnès, Taràs Xevtxenko. Aquí s'hi troba una de les cases-museu dedicades a l'escriptor. Aquí també va néixer el pintor realista Hríhorii Diàdtxenko.

- Casa-museu de Taràs Xevtxenko al seu poble natal, Móryntsi.

- Txyhyryn, complex històric i cultural d'importància nacional (Націона́льний істо́рико-культу́рний запові́дник «Чигири́н») - consisteix en una sèrie de llocs al Raion de Txyhyryn (capital: la ciutat de Txyhyryn) on es troben una sèrie de monuments i espais històrics relacionats sobretot amb l'època de l'Estat Cosac Ucraïnès.

- Úmany és un centre de pelegrinatge internacional de jueus hassídics. A l'entorn de la tomba del rabí i místic Nakhman de Breslev, també conegut com a Nakhman de Bréslov, fundador de l'hassidisme de Breslov o Breslev, es reuneixen cada any per celebrar allí el Roix ha-Xanà o cap d'any jueu (pels volts de setembre-octubre) milers de pelegrins de tot el món. L'any 2010 van arribar a ser entre 25.000 i 35.000, d'acord amb diferents mitjans.[3][4] Bràtslav es refereix al municipi de l'óblast de Vínnitsia on el místic va viure i desenvolupar les seves teories.

### Personatges

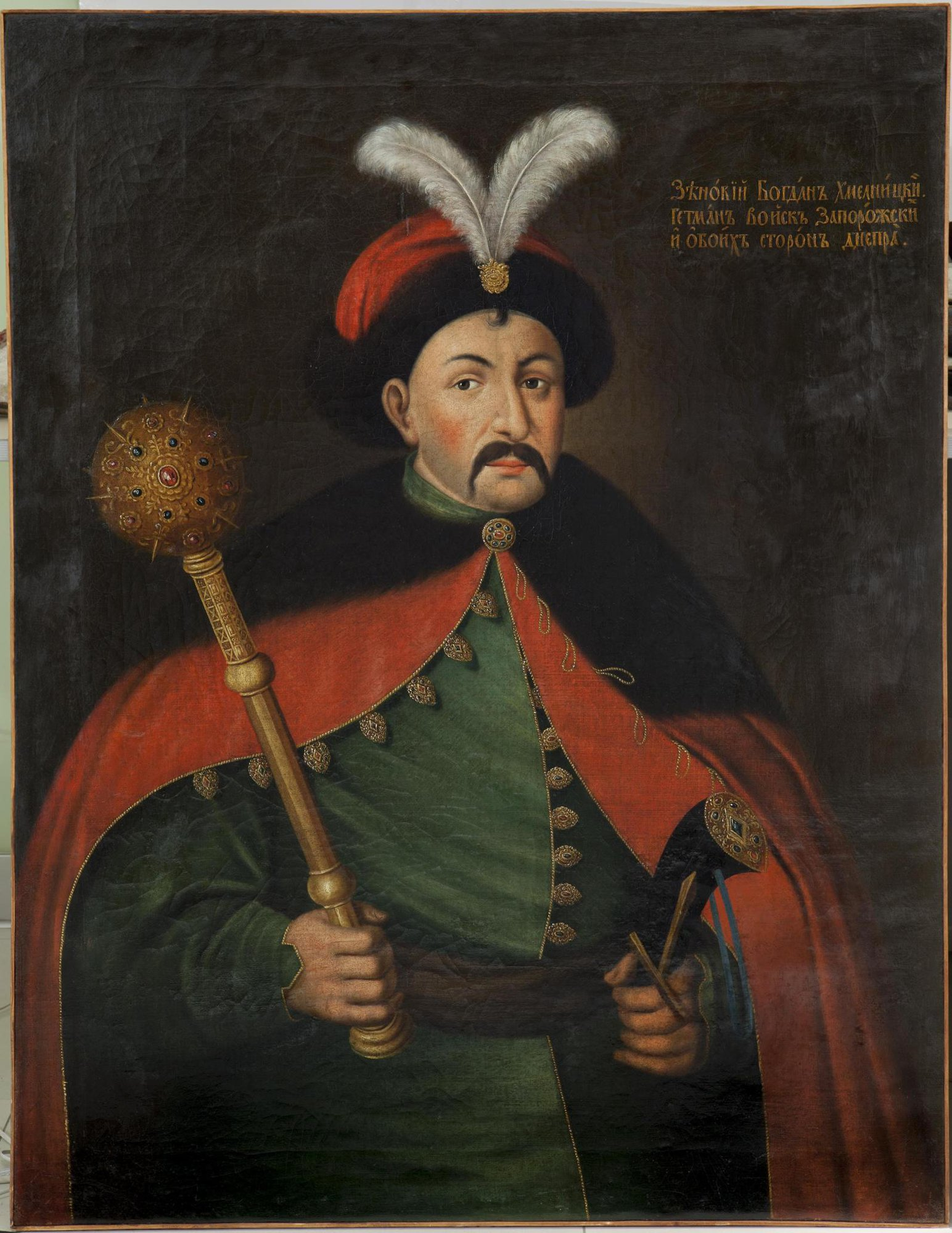
Bohdan Khmelnitski, hetman o líder de l'Estat Cosac d'Ucraïna.

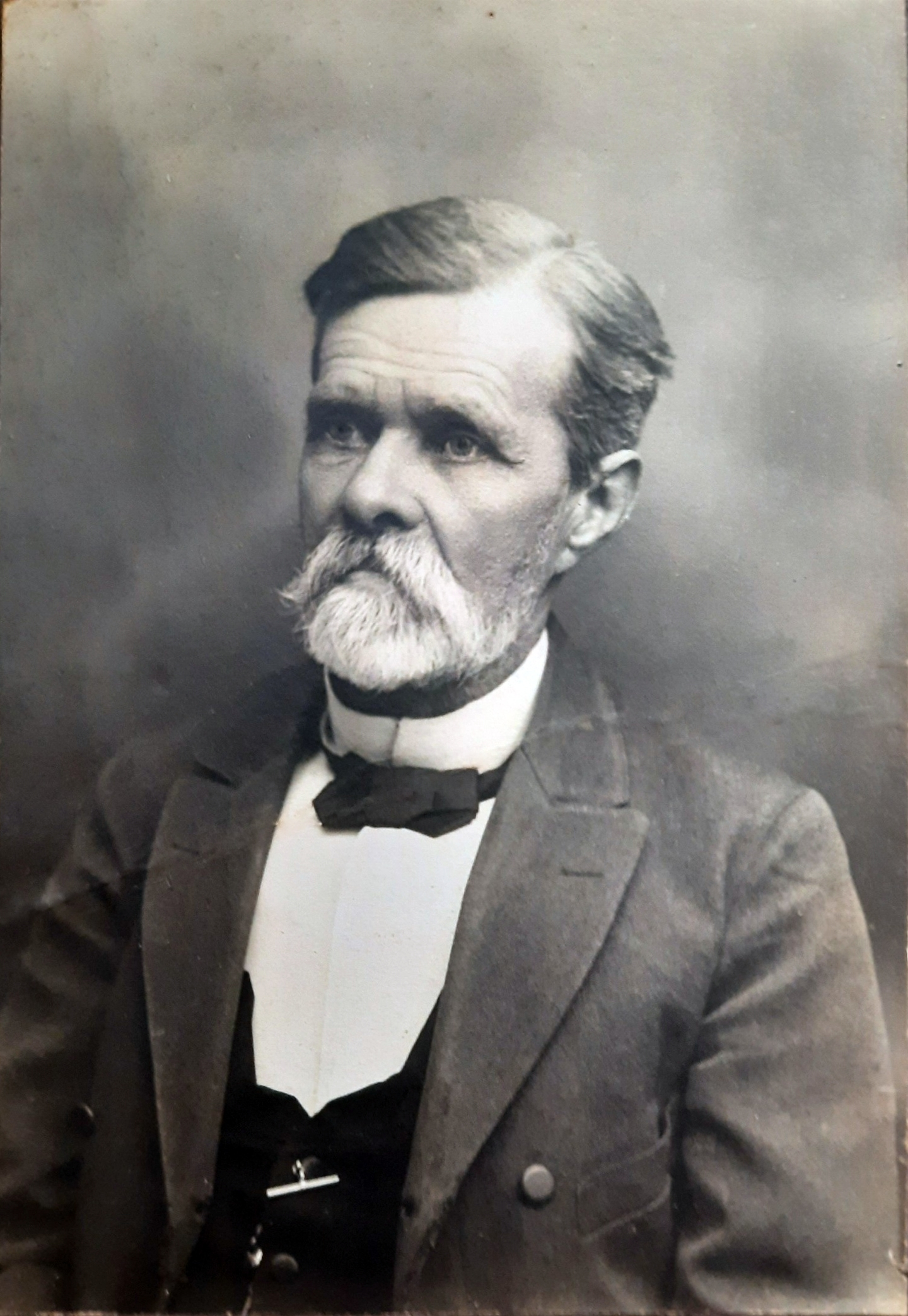
L'escriptor Ivan Netxui-Levytskyi.

Entre els personatges que van néixer a l'óblast s'hi compten, per ordre de naixement i per camp de treball:
- Taràs Xevtxenko (Móryntsi, gubèrnia de Kíiv, actual óblast de Txerkassi, 1814 — Sant Petersburg, 1861), poeta i pintor ucraïnès.

#### Artistes
- Hríhorii Diàdtxenko (Григо́рій Ко́нонович Дя́дченко, Hríhorii Kónonovytx Diàdtxenko, poble de Kyrylivka, ara Xevtxénkove, 1869-1921), pintor realista amb elements d'impressionisme, fou principalment paisatgista i retratista. Formava part de l'escola de dibuix de Kíiv. Les seves obres es conserven als museus de Kíiv, Lviv, Poltava i Khàrkiv.[5][6] Vegeu el seu autoretrat.

- Danylo Nàrbut (Дани́ло Гео́ргійович На́рбут, Danylo Heòrhiovytx Nàrbut, Sant Petersburg, imperi Rus, 1918 - Txerkassy, Ucraïna, 1998) — important escenògraf i pintor, treballà principalment pel teatre. Va rebre el títol d'Artista Popular d'Ucraïna (Народний художник України) el 1994, i el premi Nacional d'UCraïna Taràs Xevtxenko (Націона́льна пре́мія Украї́ни і́мені Тараса́ Шевче́нка) el 1996. Fill del gran pintor, artista gràfic i il·lustrador ucraïnès de principi de segle i avantguarda, Heorhii Nàrbut (Гео́ргій Іва́нович На́рбут, Heorhii Ivànovytx Nàrbut, 1886-1920).

#### Músics
- Semèn Hulak-Artemovskyi (Семе́н Степа́нович Гула́к-Артемо́вський, Semèn Stepànovytx Hulak-Artemovskyi, ciutat de Horodyxe, actual óblast de Txerkassyi 1813 - Moscou 1873) — famós compositor ucraïnès, també era cantant, actor teatral i dramaturg. Nebot de l'escriptor Petró Hulak-Artemovskyi, fou l'autor de la primera òpera ucraïnesa, "Un Zaporójets enllà del Danubi" («Запорожець за Дунаєм», 1862), on Zaporójets es refereix als cosacs ucraïnesos. Aquesta òpera còmica ha esdevingut un clàssic. El 1953 el director de cinema ucraïnès Vassyl Lapoknyx (Василь Гнатович Лапокниш, Vassyl Hnàtovytx Lapoknyx, 1905-1974) en va fer una pel·lícula.

#### Líders, polítics, activistes, revolucionaris
- Bohdan Khmelnitski (Богдан Хмельницький, poble de Súbotiv, 1596 — Txyhyryn, 1657) — fou un hetman del Hetmanat cosac de Zaporíjia i Ucraïna, va liderar una revolta contra els magnats de l'imperi Polonès (confederació de Polònia i Lituània) del 1648 al 1654 que va resultar en la creació de l'Estat Cosac. El 1654, per contra, va firmar el Tractat de Pereiàslav amb el tsar de Rússia, que finalment conduiria a la pèrdua de la independència davant de l'imperi Rus.

- Maksym Zalizniak (Макси́м Залізня́к, poble de Medvédyvka o al de Ívkivtsi, ara a l'óblast de Txerkassi, ca. 1740 — a l'imperi Rus en lloc desconegut després del 1768), líder d'una haidamaka o revolta popular massiva contra el règim polonès a la Ucraïna de la riba dreta, específicament la revolta de Koliivsxyna, amb un grup de Cosacs de Zaporíjia al bosc de Kholodnyi Iar. Pel 1976 ja controlaven una gran part de la regió que ara és l'óblast de Txerkassi. El 1768 fou proclamat otaman i hetman d'Ucraïna i governà d'acord amb les lleis cosaques ucraïneses. Aquell mateix any fou pres per les forces de l'emperadora Iekaterina II (imperi Rus) i sentenciat a treballs forçats a les mines de Nértxinsk, a Sibèria, on segurament va acabar la seva vida. Va esdevenir heroi popular i fou cantat per molts, inclús Taràs Xevtxenko.[7]

- Viatxeslav Txornovil (В'ячесла́в Макси́мович Чорнові́л, poble de Iersky, óblast de Txerkassi 1937 - Borýspill, óblast de Kíiv 1999) — crític literari, publicista, activista del moviment de resistència contra la russificació i la discriminació contra el poble ucraïnès. Passà diversos períodes empresonat per "propaganda antisoviètica" (1967—1969, 1972—1979, 1980—1988), va passar temps en règim sever als camps de concentració soviètics de Mordòvia i a l'exili interior. Fou un dels iniciadors del grup dissident, Comitè de Vigilància de Hèlsinki d'Ucraïna (Українська Гельсінська Група). Fou condecorat amb l'orde d'Heroi d'Ucraïna l'any 2000.[8]

- i molts altres

#### Religiosos
- Najman de Breslev (Medzhýbizh, óblast de Khmelnitski, 1772 – Úmany, óblast de Txerkassi, 1810), fundador de la dinastia i el moviment hassídic de Bràtslav o Bréslov, rabí i místic, besnet del fundador de l'hassidisme, el rabí Israel ben Eliezer, més conegut com a Baal Xem Tov (Baal Shem Tov en anglès). La tomba del rabí Nakhman de Bràtslav a Úmany és un lloc important de pelegrinatge dels jueus hassídics.[9][10]

## Galeria d'imatges

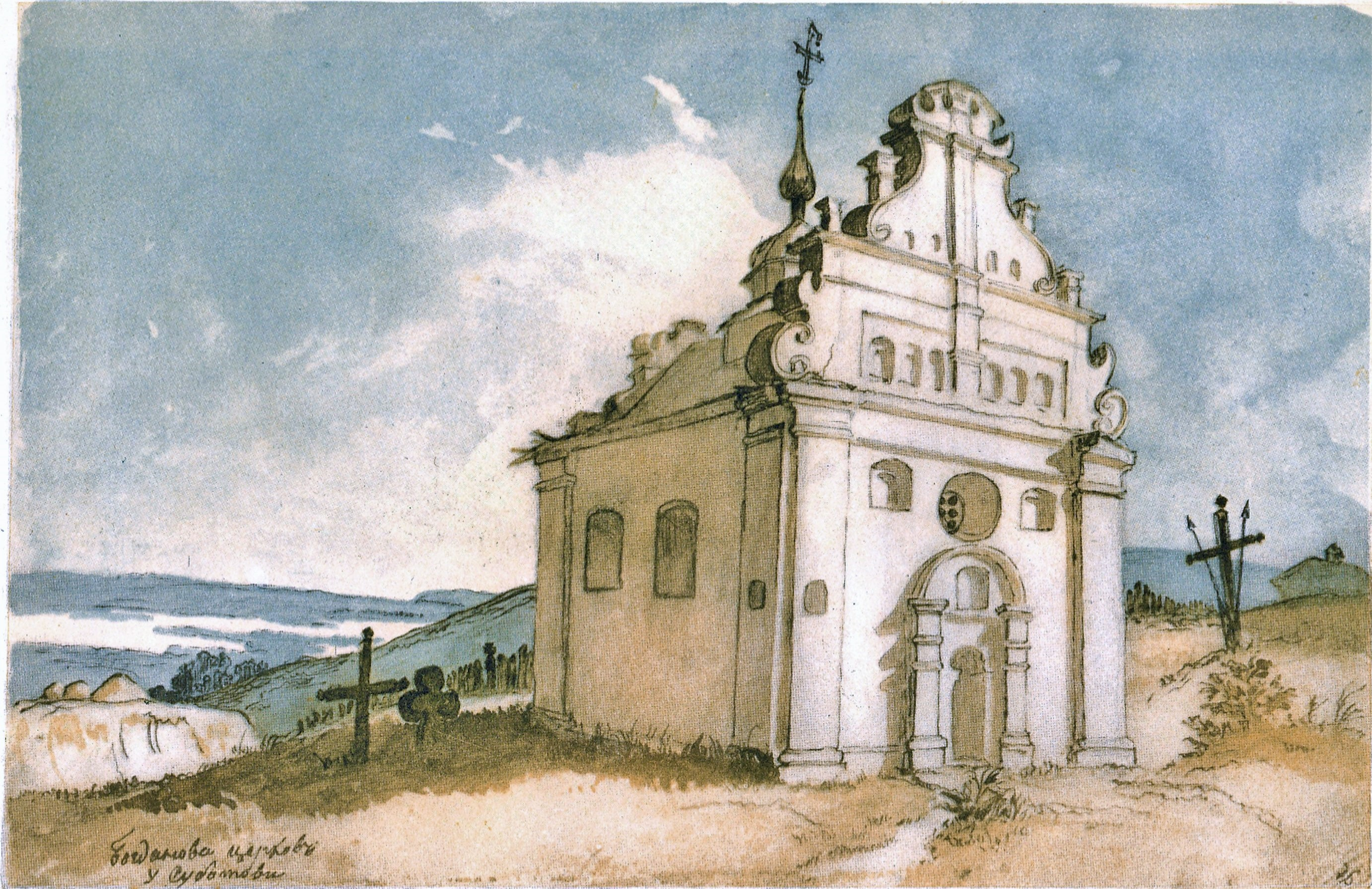
Església de Súbotiv en una aquarel·la de Taràs Xevtxenko, del 1845.

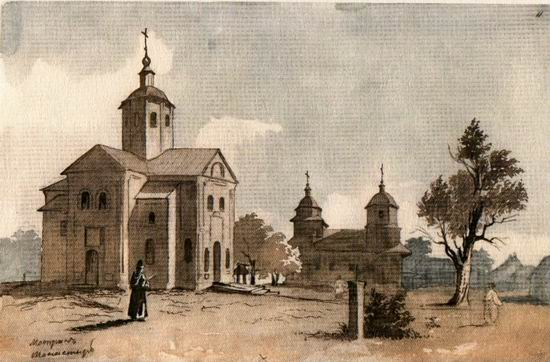
Monestir de Motryn, aquarel·la de Taràs Xevtxenko, del 1845.

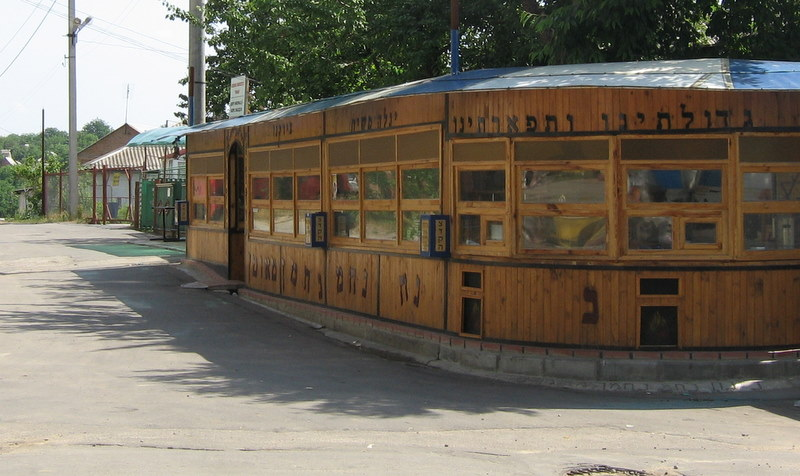
Una cafeteria o restaurant que serveix els pelegrins jueus que van a Úmany cada any per celebrar el Roix ha-Xanà.

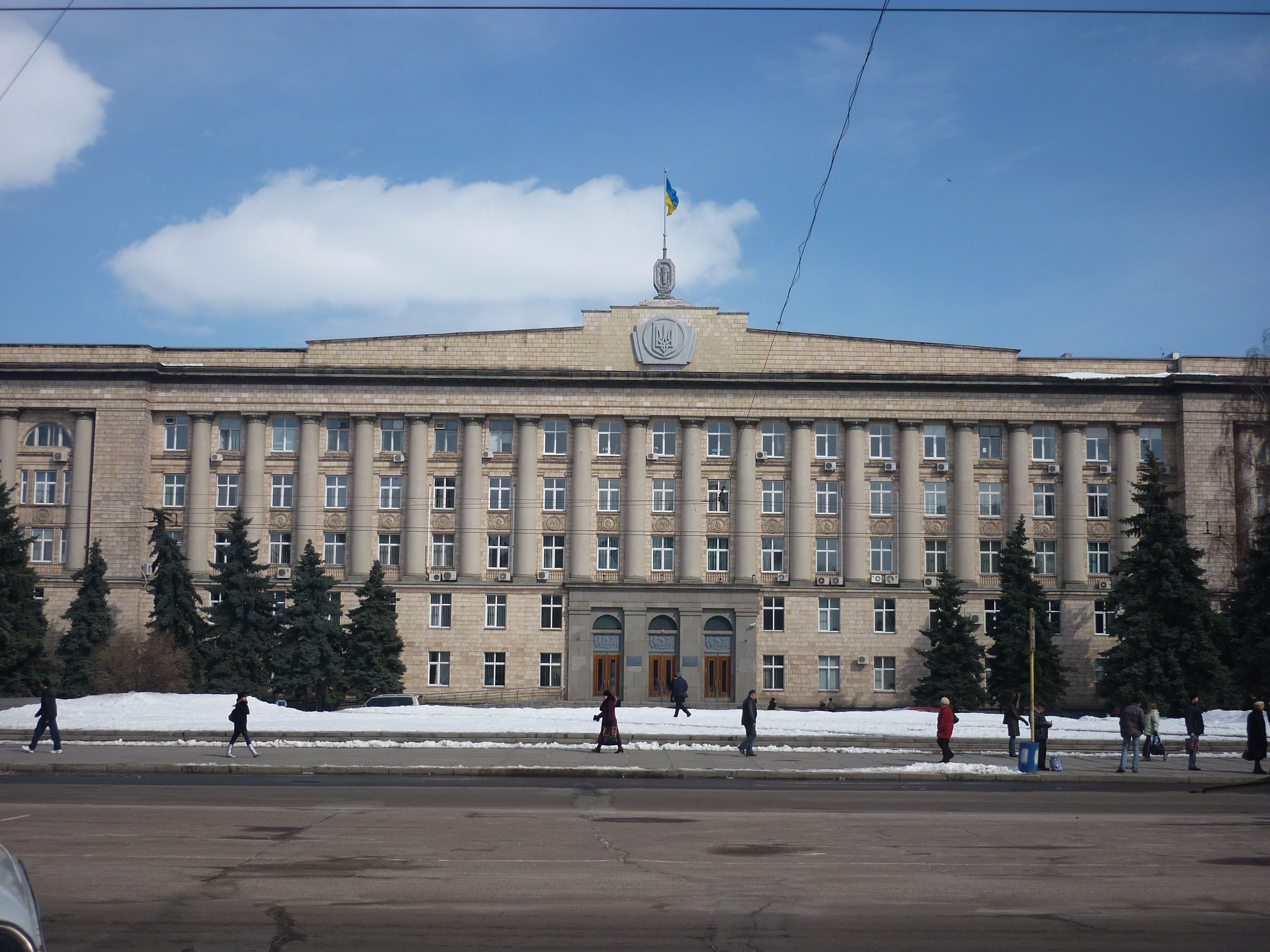
L'administració estatal i Rada de Txerkassy, amb l'empremta de l'URSS visible al seu estil, anomenat "Empire Estalinià" (Сталінський ампір).
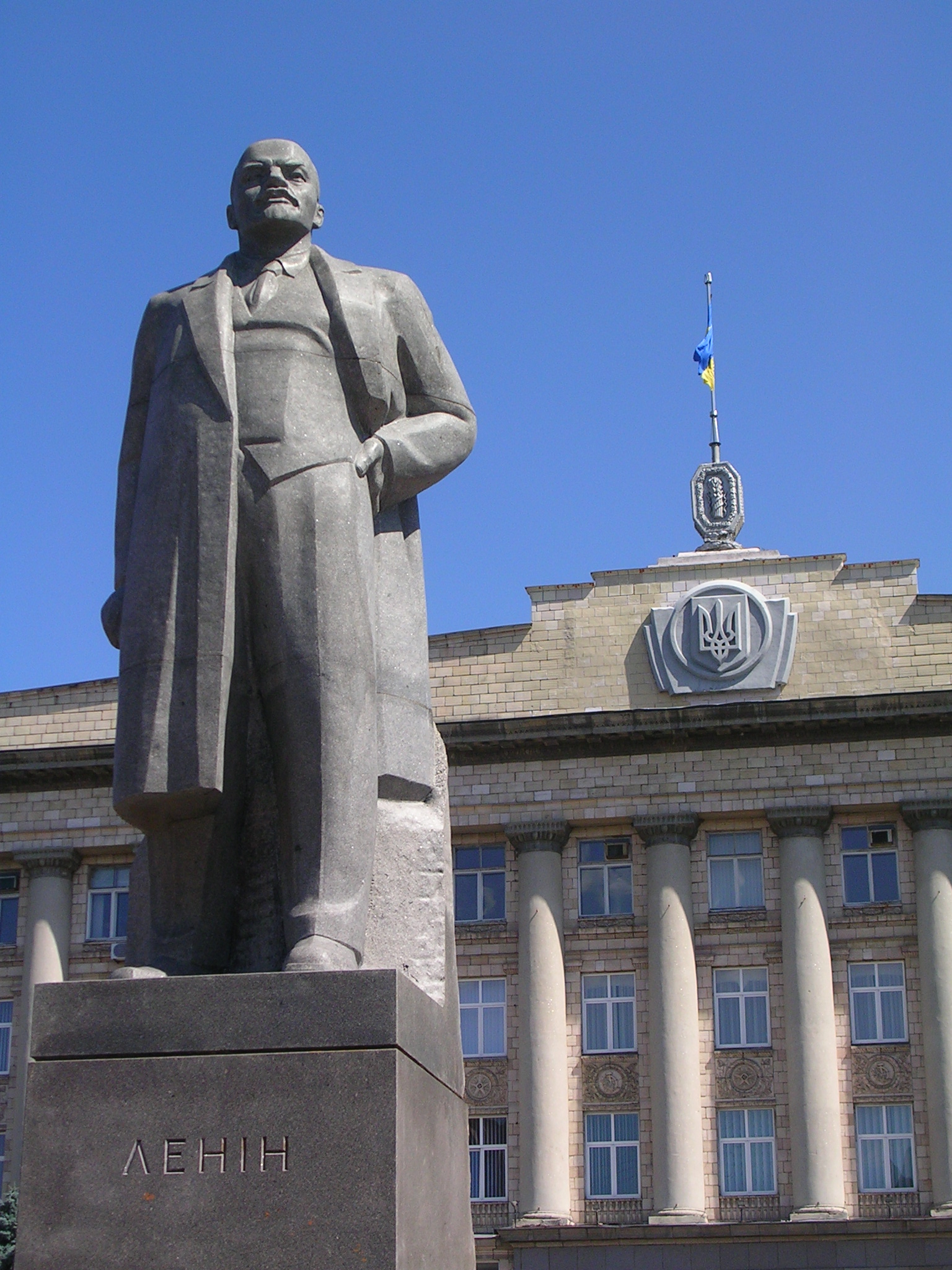
Aquest Lenin, relicte de l'època soviètica es va treure de l'espai públic el 2008.
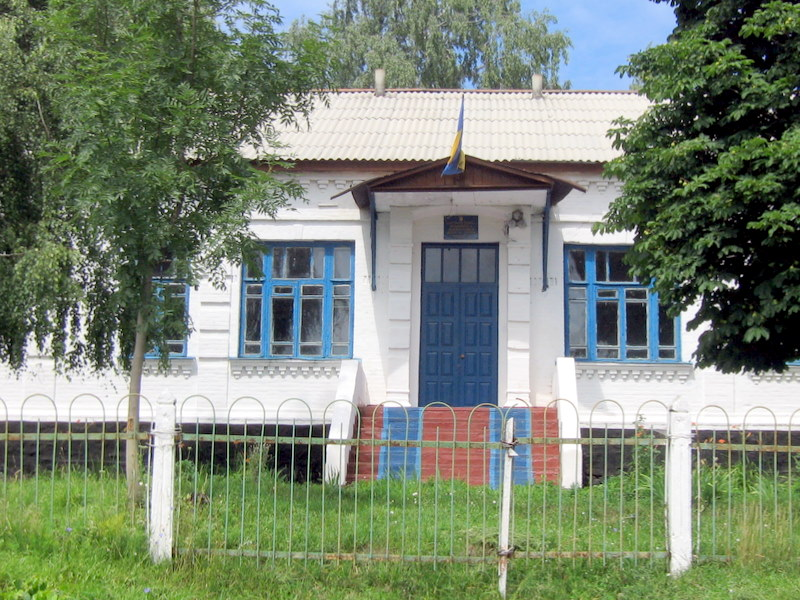
Escola al poble de Melnyký (Мельники́).
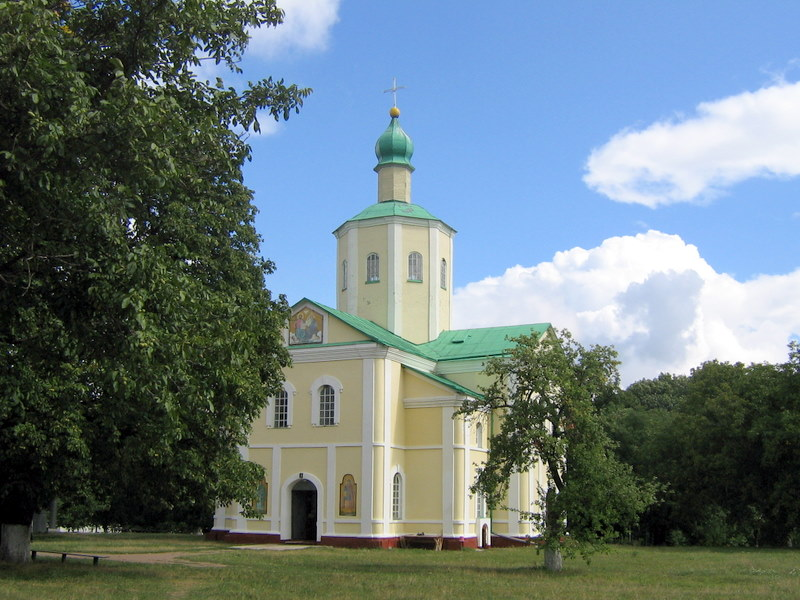
Convent de Motryn o Motronyn al poble de Melnyký.
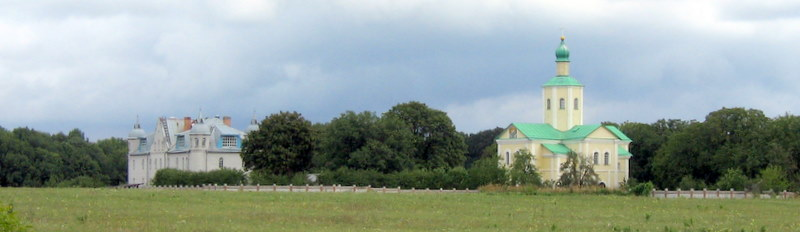
El mateix convent de Motronyn, vista panoràmica amb el bosc de Kholodnyi Iar (Холо́дний Яр, "Afrau fred").
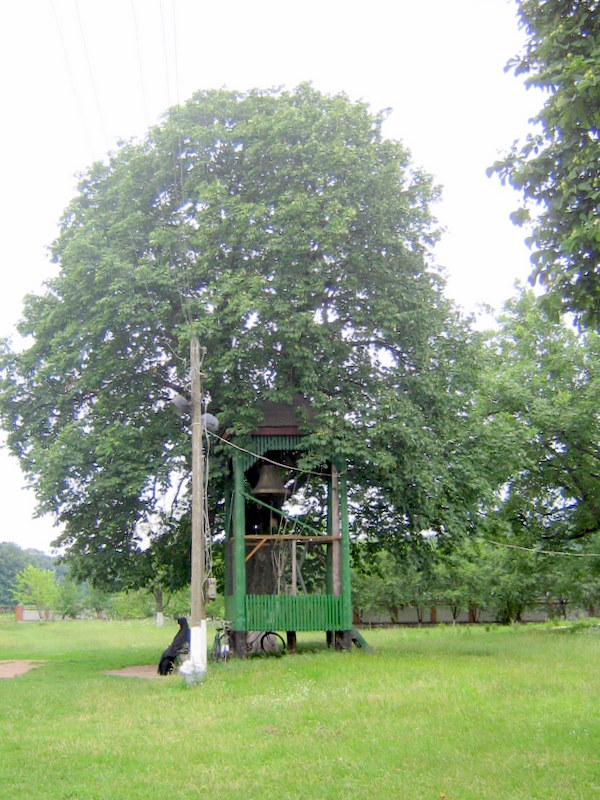
Campanar del convent de Motronyn.
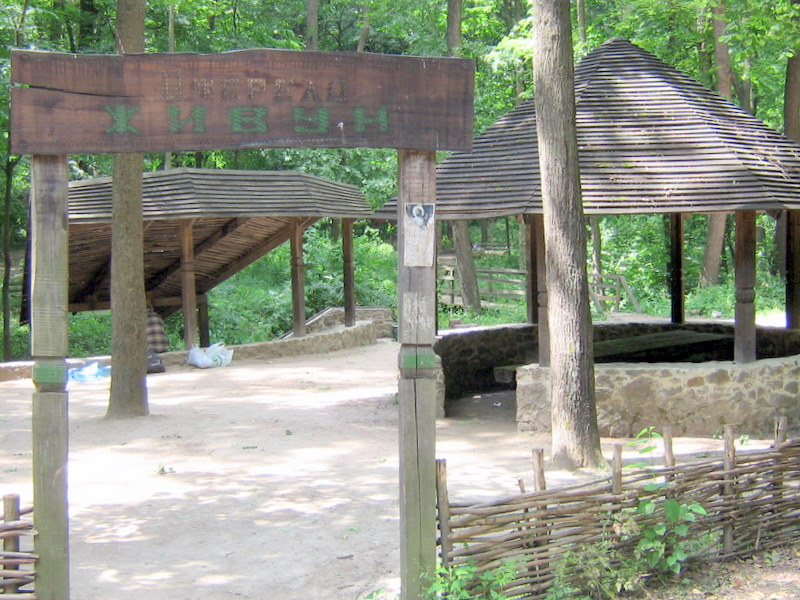
La font de Jybun al bosc de Kholodnyi Iar (Холо́дний Яр, "Afrau fred").
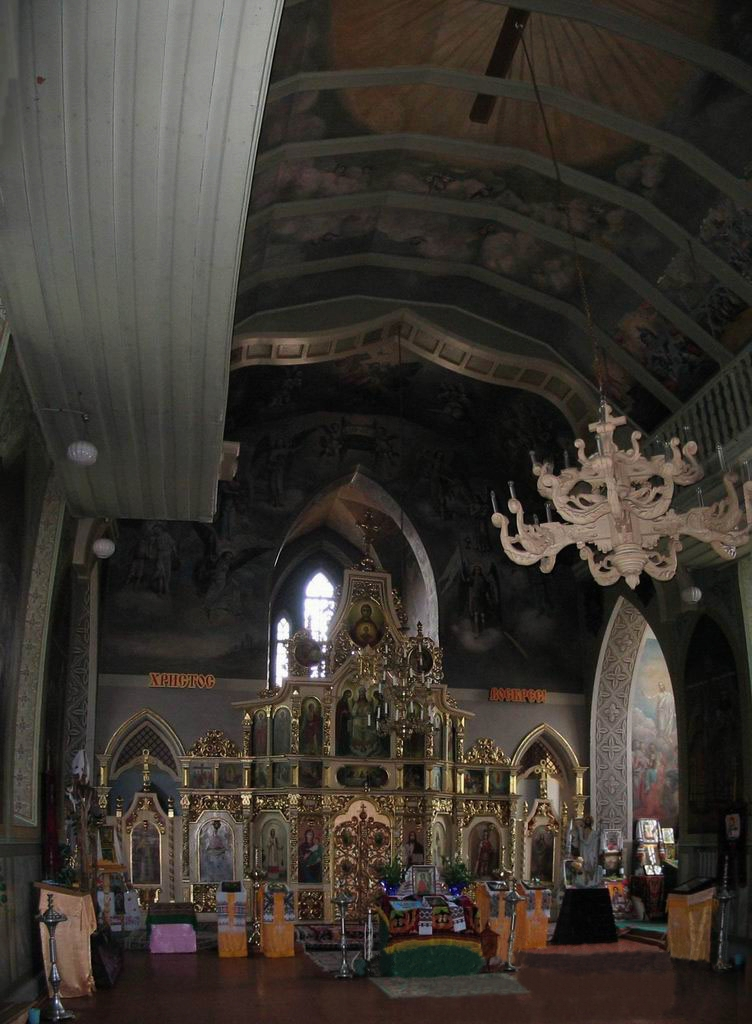
Curiós interior d'església a Horodysxe.